# Luis de Carvajal (el Mozo)
Luis de Carvajal (el Mozo) (* 1566 in Benavente (Zamora), Spanien; † 8. Dezember 1596 in Mexiko-Stadt) war ein spanischer Kaufmann und Dichter jüdisch-portugiesischer Herkunft, der von der Inquisition im Vizekönigreich Neuspanien als Ketzer verbrannt wurde. Er wird als Märtyrer des Judentums verehrt.

## Leben

### Herkunft und Jugend
Luis de Carvajal kam im spanischen Benavente zur Welt. Er entstammte mütterlicherseits einer Familie portugiesischer Juden. Seine Eltern waren Francisco Rodríguez de Mato und Francisca Núñez de Carvajal. Luis de Carvajal y de la Cueva war sein Onkel mütterlicherseits. Die Großeltern Gaspar de Carvajal und Francisca de León waren als Conversos zum christlichen Glauben übergetreten. Luis übernahm den Namen seiner Mutter und fügte ihm "el Mozo" (der Junge) hinzu, um sich gegen seinen gleichnamigen Onkel abzugrenzen.

### In Mexiko
1580 erhielt sein Onkel das Mandat, als Gouverneur und Generalkapitän das „Neue Königreich von León“ (spanisch: Nuevo Reyno de León) zu erschließen und zu befrieden.
Carvajal Senior kaufte ein Schiff und gewann rund hundert Familien, die als Siedler in die Neue Welt gehen wollten. Die meisten entstammten seiner Verwandtschaft oder der seiner Frau. Unter ihnen war auch Luis „el Mozo“ de Carvajal und seine Eltern.
Mit seinem älteren Bruder Baltasar reiste er als Kaufmann durch das Tal von Mexiko. Zugleich befasste er sich intensiv mit der jüdischen Religion seiner Vorfahren, die er für sich als richtig erkannte und heimlich praktizierte (Kryptojudaismus). Er verfasste (mit seinem Bruder) religiöse Gesänge für jüdische Feiertage; erhalten ist ein „Widdui“ (Sündenbekenntnis) in Form eines Sonetts.
1590 wurde er gemeinsam mit seinem Onkel und anderen Mitgliedern seiner Familie von der Inquisition der Ketzerei beschuldigt. Er bekannte sich schuldig, gelobte die Rückkehr zum katholischen Glauben und wurde zu lebenslanger Haft im Spital für Geisteskranke von Mexiko-Stadt verurteilt. Seinem Bruder Baltasar gelang es, den Inquisitoren zu entfliehen.
1595 warf man ihm vor, erneut vom Glauben abgefallen zu sein. Der Vorwurf wurde bestärkt durch seine Autobiografie, die er während seiner Gefängniszeit verfasst hatte; er leitete sie mit den Worten „En el nombre del Señor de los Ejércitos“ (deutsch: „im Namen des Herren der Heerscharen“), eine Übersetzung des jüdischen Gottesnamens Be Shem Adonai Zebaot.
Anfang des Jahres 1596 gab er unter der Folter der Inquisitoren zunächst die Namen mehrerer Mitglieder seiner Familie preis, später verriet er 113 Angehörige der jüdischen Gemeinde Mexiko-Stadts. Der Politikwissenschaftler Ron Hassner konnte jedoch entgegen der verbreiteten Annahme, Carvajals Geständnis sei die Ursache für eine anschließende Hinrichtungswelle gewesen, nachweisen, dass dieser den Inquisitoren nichts gestanden hatte, was diese nicht schon gewusst hätten. Laut Hassner war „die Folter [...] für die Inquisitoren das Mittel der Wahl, um bereits vorhandene Informationen zu bestätigen, und nicht, um neue Hinweise zu finden“.
Später widerrief er dieses Geständnis, er wurde dennoch zum Tode verurteilt. Durch einen Sprung aus dem Fenster des Gerichtsgebäudes versuchte er zu fliehen, wurde aber gefasst.
Am 8. Dezember 1596 veranstaltete die Inquisition ein Autodafé in Mexiko-Stadt. Luis de Carvajal starb dort auf dem Scheiterhaufen gemeinsam mit seiner Mutter und seiner Schwester Mariana.
Seine in kleiner Schrift dicht beschriebenen Tagebücher im Notizbuchformat, die er während der Gefangenschaft schrieb, konnte er vor der Inquisition verbergen und damit der Nachwelt überliefern. Sie sind ein beredtes Zeugnis der Grausamkeit der Inquisition in Mexiko im 16. Jahrhundert.